# Hemiptelea davidii
Hemiptelea davidii là một loài thực vật có hoa trong họ Ulmaceae. Loài này được (Hance) Planch. mô tả khoa học đầu tiên năm 1872.

## Hình ảnh

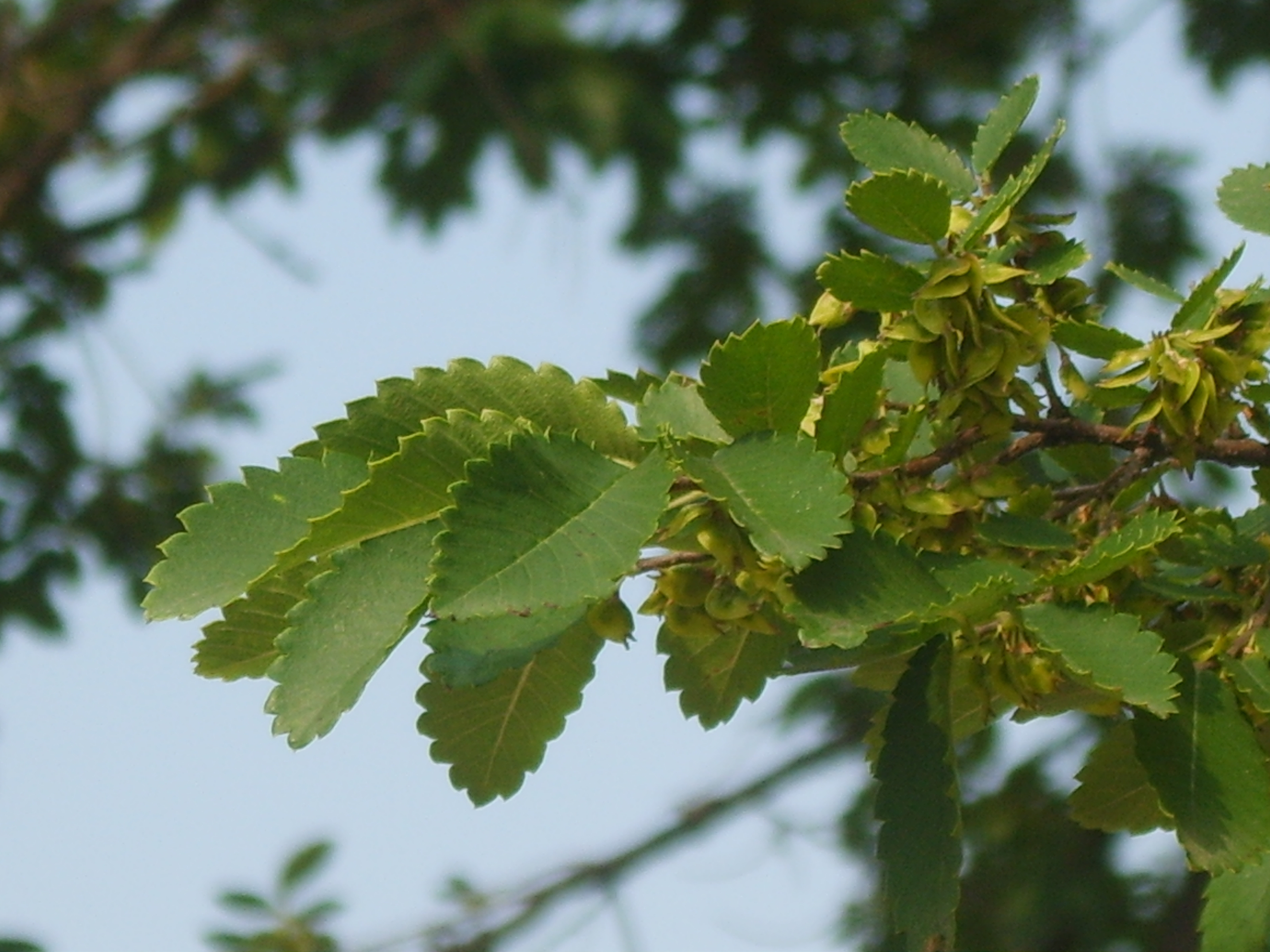
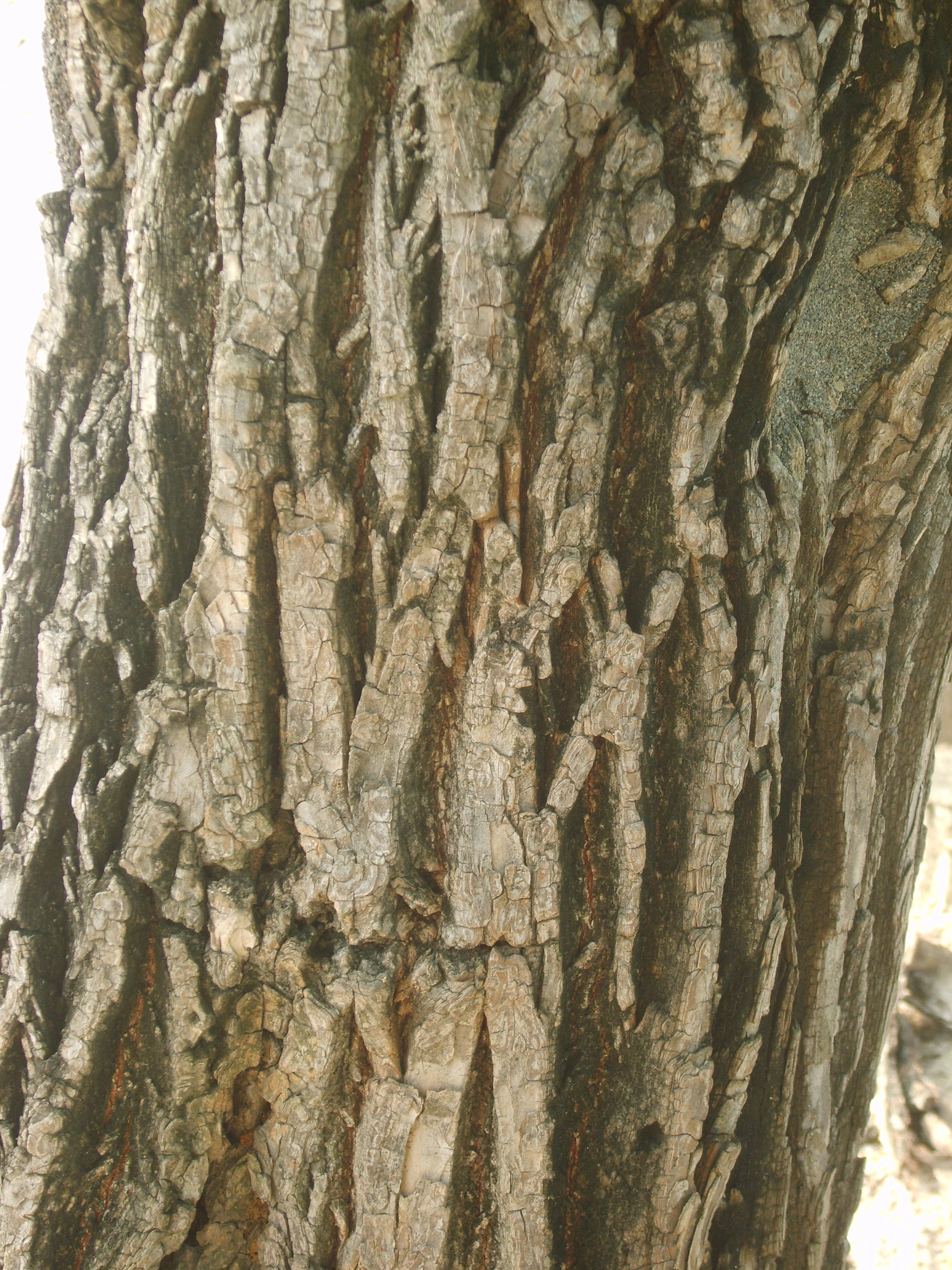
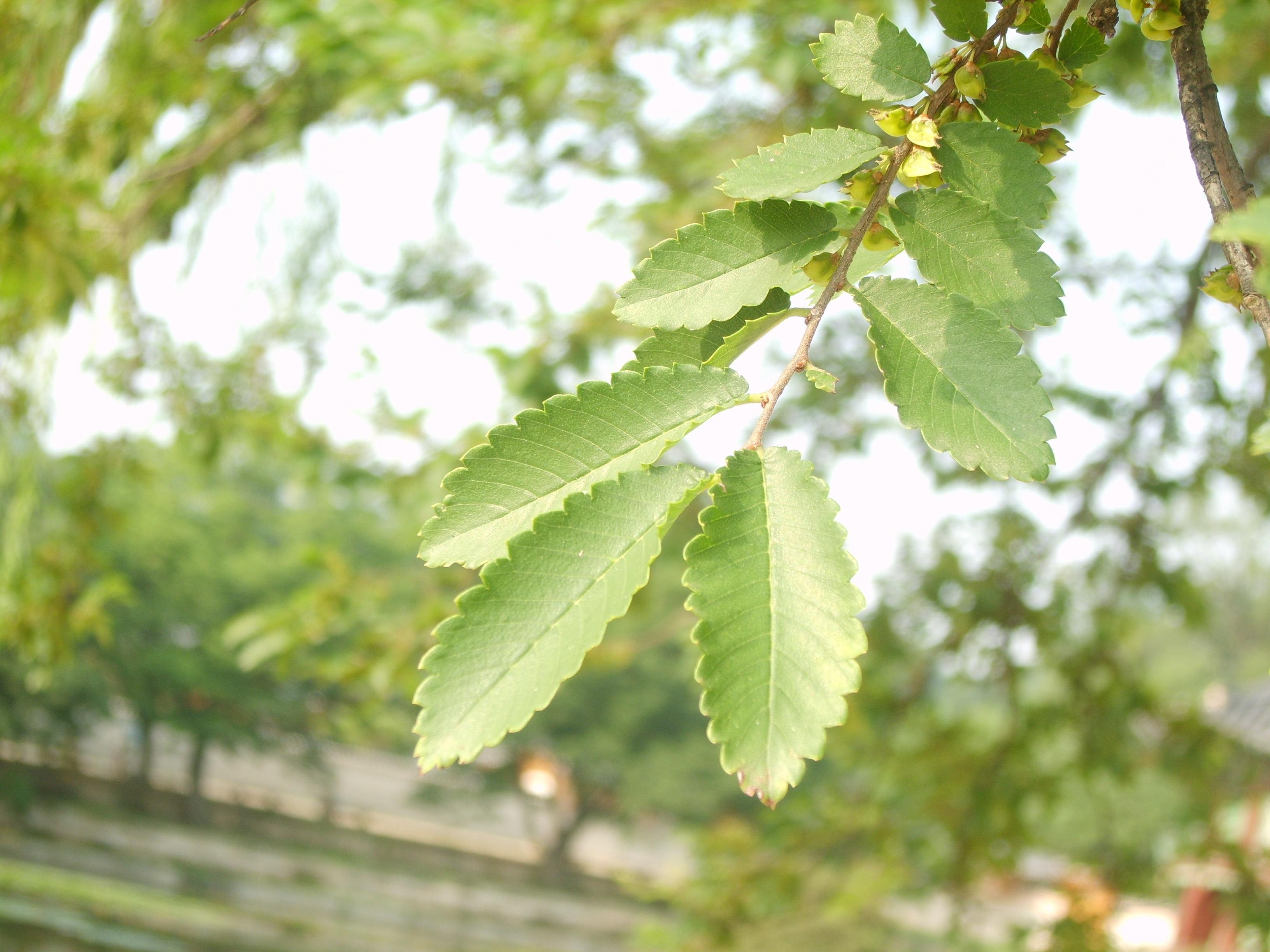
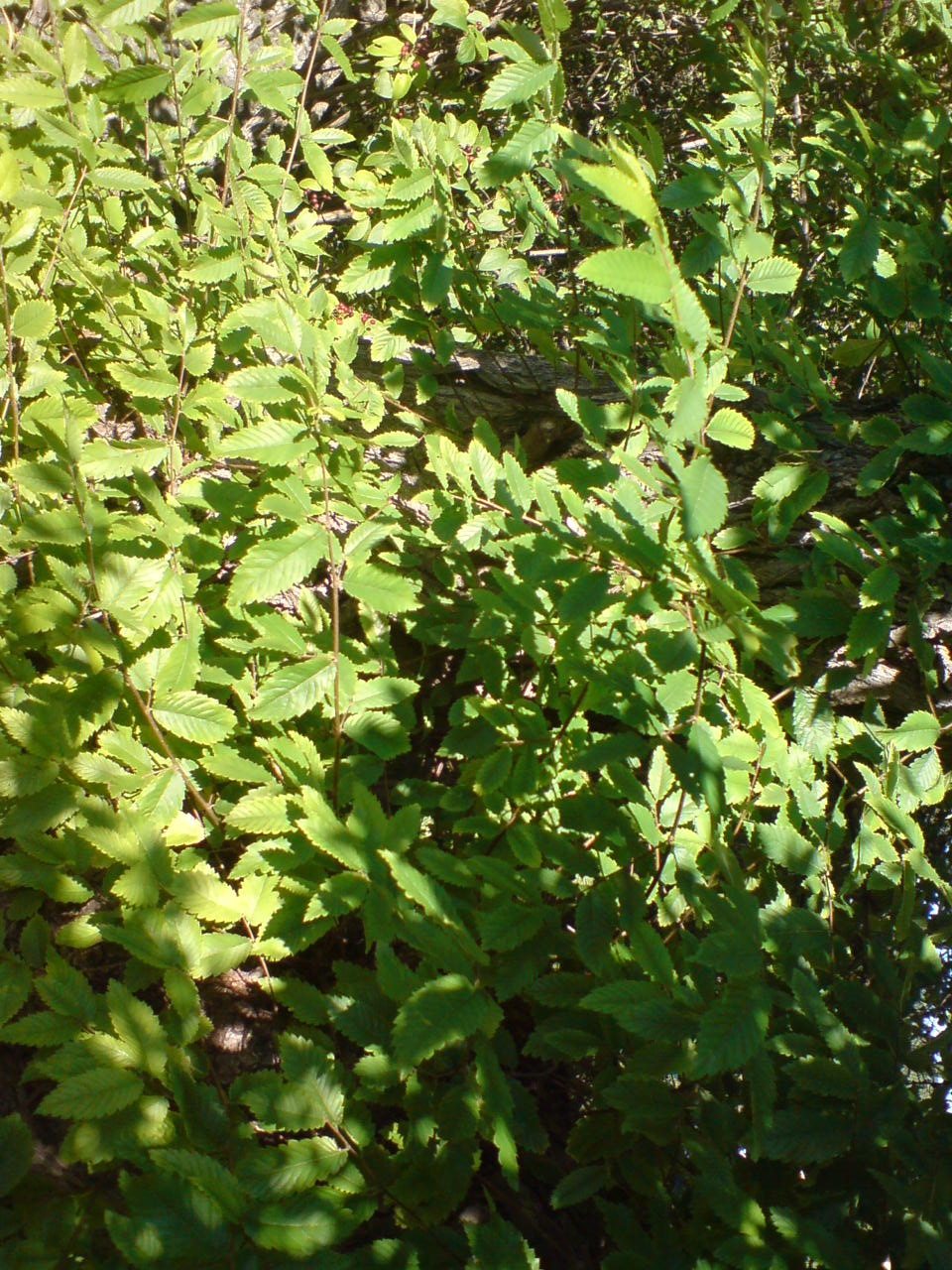